# フコクしんらい生命保険
フコクしんらい生命保険株式会社（ふこくしんらいせいめいほけん、英称：Fukokushinrai Life Insurance Company,Limited）は、日本の生命保険会社である。

## 概要
富国生命グループの1社であり、主に生命保険の代理店販売を行っている保険会社である。特にみずほ銀行、信用金庫を中心とした銀行窓販に力を入れている。
2011年3月までの銀行窓販の「円建て定額年金」分野での累計販売額は1位である。2010年には定額個人年金の販売が好調過ぎたことで、販売を一時休止したこともある。定額個人年金の販売一時休止は異例のことである。
職員の家庭と仕事の両立に向けた取組を行い、2010年には東京労働局から次世代育成支援企業に認定されている。

## 沿革
- 1996年（平成8年）- 共栄火災海上保険の子会社として、共栄火災しんらい生命保険株式会社を設立。
- 2008年（平成20年）- 富国生命保険が株式の80%を取得。フコクしんらい生命保険株式会社に商号変更した。
- 2011年（平成23年）- 3月期の決算で総資産が1兆円を突破した[8]。銀行窓販の好調が影響している。
- 2012年（平成24年）5月7日 - 本社を東京都港区白金台三丁目2番10号から新宿区西新宿八丁目17番1号に移転。